# デケバルス
デケバルス（Decebalus, ？ - 106年）は、ダキア族の王（在位87年-106年）。ローマ皇帝トラヤヌスとのダキア戦争で相対した人物である。

## 生涯
デケバルスの前半生に関しては明確では無い。なお、紀元前70年にダキアを統一した族長ブレビスタの死後、分裂状態にあった全ダキアはデケバルスが即位するまでに一つにまとまったとされる。
ダキア人は紀元85年からローマ属州モエシアへと度々侵入、属州総督を殺害。デュラス王に代わってデケバルスがダキア軍の指揮を執った86年には、ドミティアヌス帝が派兵したローマ軍（2軍団）を全滅させ、ローマ軍の総指揮を取っていたコルネリウス・フスクスを討ち取った。翌87年にデュラスから王位を継承し、88年、ティトゥス・ユリアヌスを司令官としたローマ軍がダキアに侵攻しデケバルスはこれを迎え撃つも散々に打ち破られたが、同じ時期に高地ゲルマニア総督ルキウス・アントニウス・サトゥルニヌス（en）がドミティアヌスに対して反乱を起こしたことから、ローマ側の申入れにより平和協定を締結するに至った。尚、この協定はローマがダキア族に対して多額の金銭を支払う屈辱的な内容であったとされる。
98年にトラヤヌスがローマ皇帝として即位すると長年の懸案であったダキア問題に着手。101年には元老院の承認を受けてトラヤヌス帝自ら軍を率いてダキアへ侵攻、ダキア軍は地の利を活かした戦術で対抗するものの敗北、102年にデケバルスも一旦は降伏した。105年、デケバルスは再び兵を起こしてドナウ川流域のローマ属州を次々攻撃したことにより、ダキア征討の為に再侵攻したローマ軍と衝突するも敗北。106年よりローマ軍はダキア族の首都サルミゼゲトゥサへ攻め込み、長期に渡る包囲戦の末に陥落させ、デケバルスは捕虜となるのを拒み自ら命を絶った（ダキア戦争）。
デケバルスの死によって、ダキアは蛮族の支配下からローマ属州に組み込まれることとなった。ローマ市のトラヤヌスのフォルムに建つ「トラヤヌスの記念柱（円柱）」により、ダキア戦役の一連の行動は後世に伝わっている。

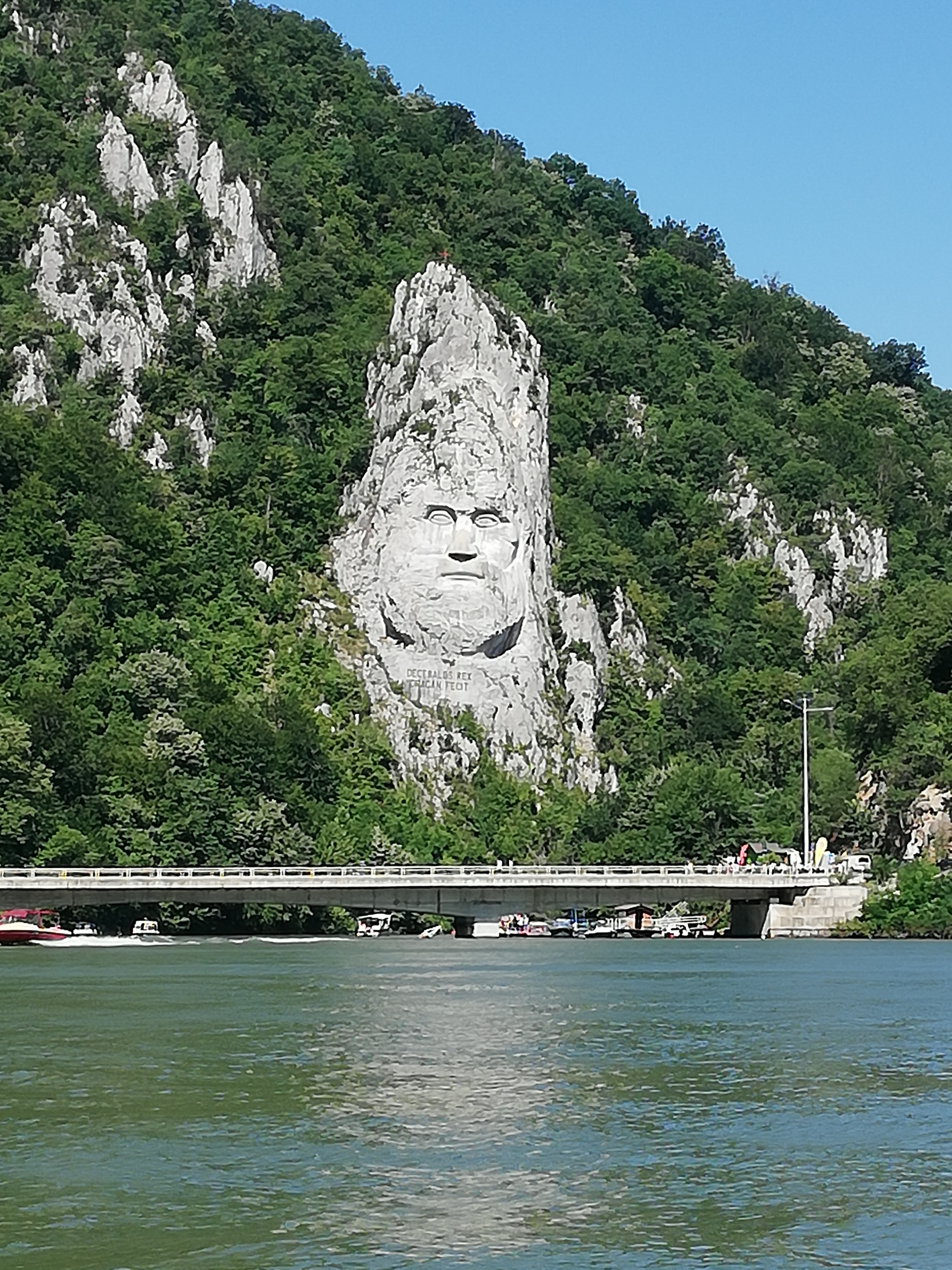